# Kitee
Kitee (e: Kité) finn város az Észak-Karjala tartomány székhelye. 1631-ben alakult majd 1992 vált várossá.

## Nyelv
Két hivatalos nyelv létezik, a finn és a svéd.

## Földrajz
Finnország Európa legészakibb országa. Területének 75%-át erdő borítja, ezzel Európa legerdősebb országa, 20 millió hektárnyi erdőtakaróval.

## Vallás
1923 óta teljes vallásszabadság van Finnországban.
A finnek többsége az evangélikus (lutheránus) egyház tagja (mintegy 78%), míg 1,1% az ortodox egyház tagja. Általánosságban a finnek nem vallásosak nem játszik túl nagy szerepet mindennapi életükben. A népesség közel 20%-a egy egyházhoz sem tartozik. A bevándorlók számának növekedésével egyre általánosabbá válnak más vallási formák is.

## Sport
A sport rendkívül fontos szerepet játszik az életükben, Kitee város baseball csapata háromszor is nyert bajnokságot Finnországban, legutóbb 2005-ben.

## Ipar
1970-től erőteljes iparosítás jellemzi a várost, legnagyobb ipari vállalatai például a Hexionon Ltd (ragasztógyár), Kidex Ltd (bútorokat gyártó cég) vagy a Stora Enso (fűrészáru gyár).

## Finn érdekességek
Finnország zászlaja a 20. század elején született. Kékje a tavak ezreit szimbolizálja, fehér színe a téli hótakaróra emlékeztet.
Finnország legészakibb részén (Utsjoki és Nuorgam vidékén) nyáron május 16. – július 28. között nem nyugszik le a nap, télen viszont november 24. – január 17. között nem kel fel.

## Kitee híres szülöttei
- Tuomas Holopainen, zenész
- Heli Pirhonen, Miss Finnország 1995
- Tarja Turunen, operaénekes
- Miitta Sorvali, színész

## Fordítás
Ez a szócikk részben vagy egészben a Kitee című finn Wikipédia-szócikk ezen változatának fordításán alapul.  Az eredeti cikk szerkesztőit annak laptörténete sorolja fel. Ez a jelzés csupán a megfogalmazás eredetét és a szerzői jogokat jelzi, nem szolgál a cikkben szereplő információk forrásmegjelöléseként.